# Лікарка під простирадлом
«Лікарка під простинею» (італ. La dottoressa sotto il lenzuolo) — італійська еротична комедія режисера Джанні Мартучі.
Прем'єра відбулась 20 травня 1976 року.

## Сюжет
Головними героями фільму виступають студенти медичного університету Беніто Мороні, Альваро та Сандро Сантареллі. Беніто вже багато років навчається у вузі, але має значні досягнення у медицині. Він закохується у медсестру Італію. Альваро хоче інтиму від своєю дівчини, але вона вказуємо йому на дотримання цнотливості до весілля. Однак Лейла приховує від свого хлопця, що працює дівчиною за викликом і дурить його. Друзі ж хочуть допомогти Альваро з його сексуальною потребою. Багатий Сандро, який закохується у лікарку Лауру, наречену свого викладача Паоліно Чіккіріні. Хлопець вдає себе хворим на рідкісну хворобу Адісона і просить Лауру Бонетті лікувати його. Окрім цього протягом усього фільму студенти проводять різні смішні вигадки над викладачами, ректором Кйотті та медсестрами.

## Актори
| Актор              | Роль                   |
| ------------------ | ---------------------- |
| Карін Шуберт       | лікарка Лаура Бонетті  |
| Орхідея де Сантіс  | медсестра Італія       |
| Еліджіо Замара     | Сандро Сантареллі      |
| Альваро Віталі     | Альваро                |
| Анджело Пеллегріно | Беніто Мороні          |
| Елі Галлеані       | Лейла                  |
| Енцо Андроніко     | сторож                 |
| Гастоне Пескуччі   | Паоліно Чіккіріні      |
| Джиджі Балліста    | професор Кйотті        |
| Елізабет Тернер    | хвора сусідка Беніто   |
| Том Феллегі        | чоловік сусідки Беніто |

## Знімальна група
- Режисер — Джанні Мартуччі.
- Продюсер — Джанфранко Куюмджан.
- Сценаристи — Джорджіо Мріуццо, Маріно Онораті.
- Оператор — Романо Скаволіні.
- Композитор — Алессандро Алессандроні.
- Художники — Джованфранческо Фантацці, Адріана Спадаро.
- Монтаж — Альберто Моріані.